# Jamie Hughes (Dartspieler)
Jamie Hughes (* 27. Februar 1986 in West Bromwich) ist ein englischer Dartspieler, der in der PDC aktiv ist.

## Karriere

### 2007 bis 2014
Hughes ist seit 2007 in der BDO, allerdings spielte er kaum Turniere in seiner Anfangszeit. 2012 gelang ihm als Amateur die Qualifikation für die PDC UK Open. In der Vorrunde unterlag er Steve Hine.

### 2015 bis 2018
2014 war das Jahr des Durchbruchs für Hughes. Er konzentrierte sich nun mehr auf seine Dartskarriere und fuhr erste Erfolge ein. Mit dem Sieg bei den Antwerpen Open sicherte sich Hughes seinen ersten BDO-Titel. Später nahm er am World Masters, dem ältesten Major-Turnier im Darts, teil. Er erreichte überraschend das Finale, welches er gegen Martin Phillips verlor. Ende 2014 nahm er auch zum ersten Mal beim Zuiderduin Masters teil, welches er prompt sich so seinen ersten Major-Titel sichern konnte.
Durch seine Erfolge wurde er die Nummer 10 der Weltrangliste und ging so Anfang 2015 als gesetzter Spieler in seine erste Weltmeisterschaft. In der ersten Runde gewann er gegen Michel van der Horst mit 3:1 in Sätzen. Eine Runde später folgte das Aus gegen Glen Durrant mit 1:4.  Ein Jahr später, 2016, gelang ihm der Einzug ins Halbfinale der BDO-Weltmeisterschaft. Er gewann seine ersten drei Partien allesamt gegen Ross Montgomery (3:0), Madars Razma (4:1) und Wesley Harms (5:1), bevor er sich im Halbfinale dem späteren Weltmeister Scott Waites mit 1:6 geschlagen geben musste.
Hughes etablierte sich auf Rang 4 der BDO-Weltrangliste und so erhielt er, als einer von Acht BDO Spielern, eine Wildcard für den Grand Slam of Darts 2016, der vom Konkurrenzverband, die PDC, veranstaltet wird. Trotz einer starken Gruppe mit James Wade, James Wilson und Dave Chisnall, qualifizierte sich Hughes als Gruppensieger für das Achtelfinale. Dort traf er auf Chris Dobey. 10 Legs musste man für sich entscheiden. Hughes lag bereits mit 5:9 hinten, überstand mehrere Matchdarts und kämpfte sich auf 9:9 heran, bevor im entscheidenden 19. Leg, dann doch Dobey unterlegen war. Im weiteren Verlauf des Jahres zog er ins Halbfinale des World Masters und ins Finale des Zuiderduin Masters ein.
Bei der BDO-Weltmeisterschaft 2017 trat Hughes an Rang 4 gesetzt an und wurde erst im Halbfinale vom späteren Weltmeister Glen Durrant mit 1:6 gestoppt.
In der darauffolgenden BDO-Saison konnte Hughes noch einmal mit dem Isle of Man Classic und dem British Classic zwei Titel erringen. Bei seiner letzten BDO-WM verlor er bereits in der ersten Runde gegen Michael Unterbuchner.

### 2018 bis heute
2018 wechselte Hughes zur PDC. Bei der PDC Qualifying School im Januar 2018 konnte er jedoch keine Tour Card erringen. Durch gute Leistungen bei den UK Open Qualifiers – unter anderem einem Viertelfinaleinzug – gelang Hughes die Qualifikation zu den UK Open, bei denen er jedoch in seinem ersten Spiel mit 8:10 gegen Ian White verlor.
Sein erster Sieg bei der PDC errang Hughes auf der PDC Challenge Tour als er beim Turnier Nr. 13 Cody Harris mit 5:2 im Finale schlagen konnte. Durch die guten Leistungen auf der Challenge Tour war er Nachrücker bei den letzten vier Players Championships 2018, wobei er einmal des Achtelfinale erreichte.
Gleich am ersten Tag der Q-School 2019 gewann Hughes sein letztes Spiel mit 5:1 in legs gegen Kirk Shepherd und gewann somit die Tour Card für die kommenden zwei Jahre. Bei seinem Debüt auf der European Darts Tour bei der German Darts Championship konnte Hughes in die zweite Runde abziehen. Beim European Darts Grand Prix erreichte Hughes erstmals ein Halbfinale auf der PDC Pro Tour.
Bei den Czech Darts Open zog Hughes nach Siegen über Devon Petersen, Adrian Lewis, Ron Meulenkamp, Ian White und Simon Whitlock ins Finale ein, welches er mit 8:3 in legs gegen Stephen Bunting gewinnen konnte.
Mit seinem ersten Turniersieg auf der Pro Tour katapultierte Hughes sich in die Top 16 der PDC Pro Tour Order of Merit und qualifizierte sich für das World Matchplay, bei dem er jedoch in der ersten Runde gegen Michael Smith ausschied. Auch beim World Grand Prix musste sich Hughes bereits in der ersten Runde gegen den späteren Titelträger Michael van Gerwen geschlagen geben.

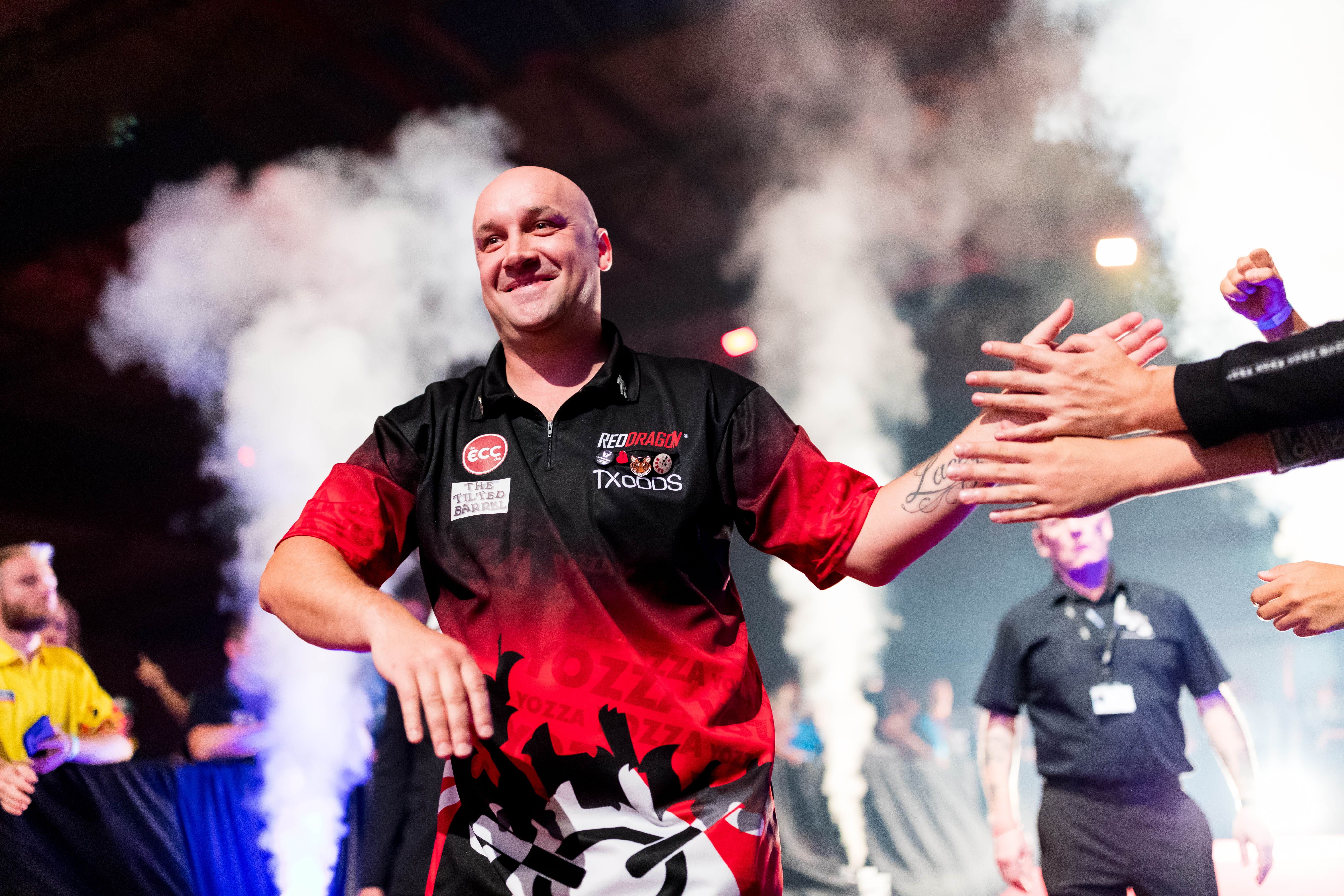
Jamie Hughes (2019)

Über den PDC Qualifier qualifizierte sich Hughes für den Grand Slam of Darts. Dabei reichte ein Sieg über Lisa Ashton zwar für Platz 3 in der Gruppe, allerdings nicht für das Weiterkommen.
Mit dem Platz 17 in der Pro Tour Order of Merit qualifizierte sich Hughes erstmals für die PDC World Darts Championship. Er verlor allerdings direkt sein Erstrundenmatch gegen Zoran Lerchbacher mit 2:3 in Sätzen.
2020 begann für Hughes mit einem Viertelfinale bei den Players Championships. Bei den UK Open 2020 erzielte er sein bisher erfolgreichstes Ergebnis bei einem PDC-Major. Mit Siegen unter anderem über Brendan Dolan und Mensur Suljović kam Hughes bis ins Viertelfinale, in welchem er von Jonny Clayton gestoppt wurde.
Beim World Matchplay und dem World Grand Prix kam Hughes erneut nicht über die erste Runde hinaus.
Zu dieser Zeit litt Hughes bereits an einer Ellenbogenverletzung, die Anfang 2021 operiert wurde. 2021 sollte ein durchwachsenes Jahr für Hughes werden, vor allem in der zweiten Jahreshälfte kam Hughes nicht mehr über die dritte Runde bei den Players Championships hinaus, nachdem er bis August noch ein Viertel- und zwei Halbfinale erreichen konnte. An den Players Championship Finals 2021 konnte Hughees aufgrund eines positiven Corona-Tests nicht teilnehmen. Bei der PDC World Darts Championship 2022 war Hughes dann aber wieder am Start. Mit 1:3 verlor er aber überraschend gegen Raymond Smith.
Bei den UK Open 2022 gewann Hughes zwei Spiele, bevor er im Last-Leg-Decider gegen Gerwyn Price unterlag. Bei den Players Championships kam er in diesem Jahr auf drei Achtel- und ein Viertelfinale. Außerdem spielte er bei fünf European Tour-Events mit. Über den Tour Card Holder Qualifier kam Hughes im September zu den World Series of Darts Finals, wo er in Runde eins Dave Chisnall unterlag. Bei den Players Championship Finals gewann Hughes zunächst gegen Stephen Bunting, bevor er in der zweiten Runde gegen Ryan Searle verlor. Bei der PDC World Darts Championship 2023 schied Hughes erneut im ersten Spiel aus. Dieses Mal unterlag er Jimmy Hendriks mit 1:3.
Hoffnungsvoll startete Hughes ins Jahr 2023, indem er beim ersten Players Championship-Turnier ins Finale einzog, dass er gegen Ryan Searle verlor. Es folgten direkt zwei Achtelfinalteilnahmen, bevor Hughes bei den UK Open 2023 in seinem ersten Spiel gegen Florian Hempel verlor. Erst im August konnte Hughes daraufhin wieder in ein Achtelfinale einziehen. Am letzten Pro Tour-Wochenende gelangen ihm dann noch zwei weitere Teilnahmen an den letzten 16. Die Players Championship Finals 2023 endeten für Hughes nach nur einem Spiel, die PDC World Darts Championship 2024 verlief jedoch besser als in den Jahren zuvor. Zunächst besiegte er mit 3:1 David Cameron, bevor er in der zweiten Runde auf Krzysztof Ratajski traf und mit 1:3 verlor.
2024 begann für Hughes wie das zuvorige Jahr aufgehört hatte mit einem Achtelfinale auf der Pro Tour. Bei den UK Open 2024 war abermals im ersten Spiel Schluss. Er konnte noch zwei Achtelfinale bei den Players Championships erreichen, sonst gelang in diesem Jahr kaum etwas für Hughes. Auch qualifizierte er sich erstmals für kein weiteres Major-Turnier und so stand Hughes am Ende der Saison auf Rang 71 in der Order of Merit, womit Hughes seine Tour Card nicht halten konnte.
2025 trat er somit bei der UK Q-School an. Er durfte dabei als scheidender Tour Card Holder in der Final Stage starten. Er gewann dabei drei Spiele, konnte jedoch nur einen Punkt für die Rangliste erspielen und bleibt somit ohne Tour Card für das Jahr 2025.

## Weltmeisterschaftsresultate

### BDO
- 2015: Achtelfinale (1:4-Niederlage gegen  Glen Durrant)
- 2016: Halbfinale (1:6-Niederlage gegen  Scott Waites)
- 2017: Halbfinale (1:6-Niederlage gegen  Glen Durrant)

### PDC
- 2020: 1. Runde (2:3-Niederlage gegen  Zoran Lerchbacher)
- 2021: 2. Runde (0:3-Niederlage gegen  Adam Hunt)
- 2022: 1. Runde (1:3-Niederlage gegen  Raymond Smith)
- 2023: 1. Runde (1:3-Niederlage gegen  Jimmy Hendriks)
- 2024: 2. Runde (1:3-Niederlage gegen  Krzysztof Ratajski)

## Titel

### BDO
- Majors
  - Finder Darts Masters: (1) 2014
- Weitere
  - 2014: Antwerp Open
  - 2015: Romanian Classic, British Pentathlon, Swedish Open, Jersey Classic
  - 2016: Romanian Classic
  - 2017: Isle of Man Classic, British Classic

### PDC
- Pro Tour
  - European Darts Tour
    - European Darts Tour 2019: (1) Czech Darts Open
- Secondary Tour Events
  - PDC Challenge Tour
    - PDC Challenge Tour 2018: 13

### Andere
- 2013: Gwynedd Open